# Medagliate ai campionati mondiali di sollevamento pesi
Questa è la lista delle medagliate femminili ai campionati mondiali di sollevamento pesi, organizzati dalla IWF dal 1987, suddivise per categorie di peso.

## Introduzione
Pesi mosca
- 44 kg: 1987–1992
- 46 kg: 1993–1997
- non disputata: 1998–2017
- 45 kg: 2018–2024

Pesi gallo
- 48 kg: 1987–1992
- 50 kg: 1993–1997
- 48 kg: 1998–2017
- 49 kg: 2018–2024
- 48 kg: 2025–

Pesi piuma
- 52 kg: 1987–1992
- 54 kg: 1993–1997
- 53 kg: 1998–2017
- 55 kg: 2018–2024
- 53 kg: 2025–

Pesi leggeri
- 56 kg: 1987–1992
- 59 kg: 1993–1997
- 58 kg: 1998–2017
- 59 kg: 2018–2024
- 58 kg: 2025–

Pesi medi
- 60 kg: 1987–1992
- 64 kg: 1993–1997
- 63 kg: 1998–2017
- 64 kg: 2018–2024
- 63 kg: 2025–

Pesi massimi leggeri
- 67.5 kg: 1987–1992
- 70 kg: 1993–1997
- 69 kg: 1998–2017
- 71 kg: 2018–2024
- 69 kg: 2025–

Pesi mediomassimi
- 75 kg: 1987–1992
- 76 kg: 1993–1997
- non disputata: 1998–2015
- 75 kg: 2017
- 76 kg: 2018–2024
- 77 kg: 2025–

Pesi massimi primi
- non disputata: 1987–2017
- 81 kg: 2018–2024

Pesi massimi
- 82.5 kg: 1987–1992
- 83 kg: 1993–1997
- 75 kg: 1998–2015
- 90 kg: 2017
- 87 kg: 2018–2024
- 86 kg: 2025–

Pesi supermassimi
- Oltre 82.5 kg: 1987–1992
- Oltre 83 kg: 1993–1997
- Oltre 75 kg: 1998–2015
- Oltre 90 kg: 2017
- Oltre 87 kg: 2018–2024
- Oltre 86 kg: 2025–

Medagliere
Plurimedagliate

## Pesi mosca
La categoria dei pesi mosca non venne inclusa nel programma dal 1998 al 2017. Ha cambiato per tre volte il limite di peso ed è stata presente per 17 edizioni.
Cronologia limite peso
| Limite       | Periodo   |
| ------------ | --------- |
| Fino a 44 kg | 1987–1992 |
| Fino a 46 kg | 1993–1997 |
| Fino a 45 kg | 2018–2024 |

Albo d'oro
| Anno | Luogo          | Oro                   | Argento               | Bronzo                |
| ---- | -------------- | --------------------- | --------------------- | --------------------- |
| 1987 | Daytona Beach  | Cai Jun               | Chen Aizhen           | Sibby Harris          |
| 1988 | Giacarta       | Xing Fen              | Choi Myung-shik       | Ponco Imbarwati       |
| 1989 | Manchester     | Xing Fen              | Kunjarani Devi        | Bastiyah Said Muhamad |
| 1990 | Sarajevo       | Wu Xiangmei           | Satomi Saito          | Bastiyah Said Muhamad |
| 1991 | Donaueschingen | Xing Fen              | Kunjarani Devi        | Sibby Flowers         |
| 1992 | Varna          | Guan Hong             | Kunjarani Devi        | Sibby Flowers         |
| 1993 | Melbourne      | Chu Nan-mei           | Yu Shiu-fen           | Satomi Saito          |
| 1994 | Istanbul       | Yun Yanhong           | Kunjarani Devi        | Tsai Huey-woan        |
| 1995 | Canton         | Guan Hong             | Kunjarani Devi        | Tsai Huey-woan        |
| 1996 | Varsavia       | Guan Hong             | Kunjarani Devi        | Tsai Huey-woan        |
| 1997 | Chiang Mai     | Liu Ling              | Kunjarani Devi        | Sri Indriyani         |
| 2018 | Aşgabat        | Ýulduz Jumabaýewa     | Chiraphan Nanthawong  | Katherin Echandía     |
| 2019 | Pattaya        | Şaziye Erdoğan        | Ludia Montero         | Lisa Setiawati        |
| 2021 | Tashkent       | Thanyathon Sukcharoen | Manuela Berrío        | Şaziye Erdoğan        |
| 2022 | Bogotà         | Thanyathon Sukcharoen | Chayuttra Pramongkhol | Manuela Berrío        |
| 2023 | Riad           | Sirivimon Pramongkhol | Rosina Randafiarison  | Cansu Bektaş          |
| 2024 | Manama         | Zhao Jinhong          | Won Hyon-sim          | Phạm Đình Thi         |

## Pesi gallo
La categoria dei pesi gallo è stata sempre inclusa nel programma e ha cambiato per cinque volte il limite di peso.
Cronologia limite peso
| Limite       | Periodo   |
| ------------ | --------- |
| Fino a 48 kg | 1987–1992 |
| Fino a 50 kg | 1993–1997 |
| Fino a 48 kg | 1998–2017 |
| Fino a 49 kg | 2018–2024 |
| Fino a 48 kg | 2025–     |

Albo d'oro
| Anno | Luogo          | Oro                   | Argento               | Bronzo              |
| ---- | -------------- | --------------------- | --------------------- | ------------------- |
| 1987 | Daytona Beach  | Huang Xiaoyu          | Robin Byrd            | Sandra Gómez        |
| 1988 | Giacarta       | Huang Xiaoyu          | Robin Byrd            | Siti Aisah          |
| 1989 | Manchester     | Huang Xiaoyu          | Choi Myung-shik       | Chu Nan-mei         |
| 1990 | Sarajevo       | Cai Jun               | Choi Myung-shik       | Ri Yong-hwa         |
| 1991 | Donaueschingen | Izabela Rifatova      | Liao Shuping          | Donka Minčeva       |
| 1992 | Varna          | Liu Xiuhua            | Izabela Rifatova      | Donka Minčeva       |
| 1993 | Melbourne      | Liu Xiuhua            | Guan Hong             | Kuo Chin-chun       |
| 1994 | Istanbul       | Robin Byrd            | Izabela Rifatova      | Chen Li-chuan       |
| 1995 | Canton         | Liu Xiuhua            | Chu Nan-mei           | Izabela Rifatova    |
| 1996 | Varsavia       | Liu Xiuhua            | Choi Myung-shik       | Chu Nan-mei         |
| 1997 | Chiang Mai     | Winarni Binti Slamet  | Izabela Dragneva      | Ri Yong-hwa         |
| 1998 | Lathi          | Li Yunli              | Chu Nan-mei           | Tsai Huey-woan      |
| 1999 | Il Pireo       | Donka Minčeva         | Sri Indriyani         | Kaori Niyanagi      |
| 2001 | Adalia         | Gao Wei               | Blessed Udoh          | Chen Han-tung       |
| 2002 | Varsavia       | Wang Mingjuan         | Nurcan Taylan         | Izabela Dragneva    |
| 2003 | Vancouver      | Wang Mingjuan         | Aree Wiratthaworn     | Nurcan Taylan       |
| 2005 | Doha           | Wang Mingjuan         | Pensiri Saelaw        | Aree Wiratthaworn   |
| 2006 | Santo Domingo  | Yang Lian             | Aree Wiratthaworn     | Hiromi Miyake       |
| 2007 | Chiang Mai     | Chen Xiexia           | Pramsiri Bunphithak   | Pensiri Laosirikul  |
| 2009 | Goyang         | Wang Mingjuan         | Sibel Özkan           | Chen Wei-ling       |
| 2010 | Adalia         | Sibel Özkan           | Tian Yuan             | Pramsiri Bunphithak |
| 2011 | Parigi         | Tian Yuan             | Panida Khamsri        | Nurdan Karagöz      |
| 2013 | Breslavia      | Tan Yayun             | Ryang Chun-hwa        | Đỗ Thị Thu Hoài     |
| 2014 | Almaty         | Tan Yayun             | Sibel Özkan           | Panida Khamsri      |
| 2015 | Houston        | Jiang Huihua          | Vương Thị Huyền       | Hiromi Miyake       |
| 2017 | Anaheim        | Saikhom Mirabai Chanu | Thunya Sukcharoen     | Ana Segura          |
| 2018 | Aşgabat        | Hou Zhihui            | Jiang Huihua          | Elena Andrieș       |
| 2019 | Pattaya        | Jiang Huihua          | Hou Zhihui            | Ri Song-gum         |
| 2021 | Tashkent       | Surodchana Khambao    | Rira Suzuki           | Ibuki Takahashi     |
| 2022 | Bogotà         | Jiang Huihua          | Saikhom Mirabai Chanu | Hou Zhihui          |
| 2023 | Riad           | Jiang Huihua          | Hou Zhihui            | Jourdan Delacruz    |
| 2024 | Manama         | Ri Song-gum           | Xiang Linxiang        | Rosegie Ramos       |

## Pesi piuma
La categoria dei pesi piuma è stata sempre inclusa nel programma e ha cambiato per cinque volte il limite di peso.
Cronologia limite peso
| Limite       | Periodo   |
| ------------ | --------- |
| Fino a 52 kg | 1987–1992 |
| Fino a 54 kg | 1993–1997 |
| Fino a 53 kg | 1998–2017 |
| Fino a 55 kg | 2018–2024 |
| Fino a 53 kg | 2025–     |

Albo d'oro
| Anno | Luogo          | Oro               | Argento               | Bronzo                |
| ---- | -------------- | ----------------- | --------------------- | --------------------- |
| 1987 | Daytona Beach  | Yan Zhangqun      | Margarita Babadžanova | Rachel Silverman      |
| 1988 | Giacarta       | Peng Liping       | Sandra Gómez          | Kim Oh-sook           |
| 1989 | Manchester     | Peng Liping       | Hiromi Uemura         | Sijka Stoeva          |
| 1990 | Sarajevo       | Liao Shuping      | Hiromi Uemura         | Pauline Haughton      |
| 1991 | Donaueschingen | Peng Liping       | Robin Byrd            | Hiromi Uemura         |
| 1992 | Varna          | Peng Liping       | Sijka Stoeva          | Robin Byrd            |
| 1993 | Melbourne      | Chen Xiaomin      | Robin Byrd            | Karnam Malleswari     |
| 1994 | Istanbul       | Karnam Malleswari | Li Feng-ying          | Žaneta Georgieva      |
| 1995 | Canton         | Karnam Malleswari | Zhang Xixiang         | Kuo Ping-chun         |
| 1996 | Varsavia       | Zhang Xixiang     | Kuo Ping-chun         | Karnam Malleswari     |
| 1997 | Chiang Mai     | Meng Xianjuan     | Ri Song-hui           | Saipin Detsaeng       |
| 1998 | Lathi          | Wang Xiufen       | Izabela Dragneva      | Robin Goad            |
| 1999 | Il Pireo       | Li Feng-ying      | Winarni Binti Slamet  | Wang Xiufen           |
| 2001 | Adalia         | Li Feng-ying      | Qiu Hongxia           | Alexandra Escobar     |
| 2002 | Varsavia       | Ri Song-hui       | Li Xuejiu             | Udomporn Polsak       |
| 2003 | Vancouver      | Udomporn Polsak   | Ri Song-hui           | Junpim Kuntatean      |
| 2005 | Doha           | Li Ping           | Junpim Kuntatean      | Yuderqui Contreras    |
| 2006 | Santo Domingo  | Qiu Hongxia       | Raema Lisa Rumbewas   | Suda Chaleephay       |
| 2007 | Chiang Mai     | Li Ping           | Anastasija Novikava   | Yoon Jin-hee          |
| 2009 | Goyang         | Zul'fija Činšanlo | Chen Xiaoting         | Yoon Jin-hee          |
| 2010 | Adalia         | Chen Xiaoting     | Aylin Daşdelen        | Yuderqui Contreras    |
| 2011 | Parigi         | Zul'fija Činšanlo | Aylin Daşdelen        | Ji Jing               |
| 2013 | Breslavia      | Li Yajun          | Sopita Tanasan        | Kittima Sutanan       |
| 2014 | Almaty         | Zul'fija Činšanlo | Hsu Shu-ching         | Li Yajun              |
| 2015 | Houston        | Hsu Shu-ching     | Chen Xiaoting         | Hidilyn Diaz          |
| 2017 | Anaheim        | Sopita Tanasan    | Kristina Şermetowa    | Hidilyn Diaz          |
| 2018 | Aşgabat        | Li Yajun          | Zhang Wanqiong        | Zul'fija Činšanlo     |
| 2019 | Pattaya        | Liao Qiuyun       | Zhang Wanqiong        | Hidilyn Diaz          |
| 2021 | Tashkent       | Ghofrane Belkhir  | Adijat Olarinoye      | Svitlana Samuljak     |
| 2022 | Bogotà         | Hidilyn Diaz      | Rosalba Morales       | Ana Gabriela López    |
| 2023 | Riad           | Chen Guan-ling    | Rohelys Galvis        | Irene Borrego         |
| 2024 | Manama         | Kang Hyon-gyong   | Chen Guan-ling        | Alek‘sandra Grigoryan |

## Pesi leggeri
La categoria dei pesi leggeri è stata sempre inclusa nel programma e ha cambiato per cinque volte il limite di peso.
Cronologia limite peso
| Limite       | Periodo   |
| ------------ | --------- |
| Fino a 56 kg | 1987–1992 |
| Fino a 59 kg | 1993–1997 |
| Fino a 58 kg | 1998–2017 |
| Fino a 59 kg | 2018–2024 |
| Fino a 58 kg | 2025–     |

Albo d'oro
| Anno | Luogo          | Oro                   | Argento               | Bronzo               |
| ---- | -------------- | --------------------- | --------------------- | -------------------- |
| 1987 | Daytona Beach  | Cui Aihong            | Won Soon-yi           | Stéphanie Genna      |
| 1988 | Giacarta       | Ma Na                 | Won Soon-yi           | Yang Mei-tzu         |
| 1989 | Manchester     | Xing Liwei            | Žaneta Georgieva      | Lalita Polley        |
| 1990 | Sarajevo       | Wu Haiqing            | Ni Chia-ping          | Žaneta Georgieva     |
| 1991 | Donaueschingen | Sun Caiyan            | Neli Jankova          | Nancy Niro           |
| 1992 | Varna          | Sun Caiyan            | Neli Jankova          | Ni Chia-ping         |
| 1993 | Melbourne      | Sun Caiyan            | Gergana Kirilova      | Maria Christoforidou |
| 1994 | Istanbul       | Zou Feie              | Gergana Kirilova      | Khassaraporn Suta    |
| 1995 | Canton         | Chen Xiaomin          | Neelam Setti Laxmi    | Wu Mei-yi            |
| 1996 | Varsavia       | Chen Xiaomin          | Maria Christoforidou  | Yuriko Takahashi     |
| 1997 | Chiang Mai     | Patmawati Abdul Hamid | Khassaraporn Suta     | Naw Ju Ni            |
| 1998 | Lathi          | Kuo Ping-chun         | Song Zhijuan          | Neli Jankova         |
| 1999 | Il Pireo       | Chen Yanqing          | Ri Song-hui           | Kuo Ping-chun        |
| 2001 | Adalia         | Aleksandra Klejnowska | Liu Bing              | Marieta Gotfryd      |
| 2002 | Varsavia       | Song Zhijuan          | Wandee Kameaim        | Kharikleia Kastritsī |
| 2003 | Vancouver      | Sun Caiyan            | Patmawati Abdul Hamid | Aylin Daşdelen       |
| 2005 | Doha           | Gu Wei                | Wandee Kameaim        | Marina Šainova       |
| 2006 | Santo Domingo  | Qiu Hongmei           | Svetlana Carukaeva    | Wandee Kameaim       |
| 2007 | Chiang Mai     | Qiu Hongmei           | Marina Šainova        | O Jong-ae            |
| 2009 | Goyang         | Li Xueying            | Anastasija Novikava   | Julija Kalina        |
| 2010 | Adalia         | Deng Wei              | Anastasija Novikava   | Jong Chun-mi         |
| 2011 | Parigi         | Anastasija Novikava   | Li Xueying            | Pimsiri Sirikaew     |
| 2013 | Breslavia      | Kuo Hsing-chun        | Alexandra Escobar     | Elena Šadrina        |
| 2014 | Almaty         | Deng Mengrong         | Sukanya Srisurat      | Rattikan Gulnoi      |
| 2015 | Houston        | Bojanka Kostova       | Deng Mengrong         | Kuo Hsing-chun       |
| 2017 | Anaheim        | Kuo Hsing-chun        | Sukanya Srisurat      | Rebeka Koha          |
| 2018 | Aşgabat        | Kuo Hsing-chun        | Chen Guiming          | Rebeka Koha          |
| 2019 | Pattaya        | Kuo Hsing-chun        | Choe Hyo-sim          | Chen Guiming         |
| 2021 | Tashkent       | Kuo Hsing-chun        | Yenny Álvarez         | Ol'ga Tё             |
| 2022 | Bogotà         | Yenny Álvarez         | Kuo Hsing-chun        | Maude Charron        |
| 2023 | Riad           | Luo Shifang           | Kamila Konotop        | Pei Xinyi            |
| 2024 | Manama         | Kim Il-gyong          | Pei Xinyi             | Yenny Álvarez        |

## Pesi medi
La categoria dei pesi medi è stata sempre inclusa nel programma e ha cambiato per cinque volte il limite di peso.
Cronologia limite peso
| Limite       | Periodo   |
| ------------ | --------- |
| Fino a 60 kg | 1987–1992 |
| Fino a 64 kg | 1993–1997 |
| Fino a 63 kg | 1998–2017 |
| Fino a 64 kg | 2018–2024 |
| Fino a 63 kg | 2025–     |

Albo d'oro
| Anno | Luogo          | Oro                  | Argento              | Bronzo               |
| ---- | -------------- | -------------------- | -------------------- | -------------------- |
| 1987 | Daytona Beach  | Zeng Xinling         | Ibolya Torma         | Gabriela Dimitrova   |
| 1988 | Giacarta       | Yang Jing            | Maria Christoforidou | Colleene Colley      |
| 1989 | Manchester     | Ma Na                | Kamelija Nikolaeva   | Daniela Kerkelova    |
| 1990 | Sarajevo       | Maria Christoforidou | Ji Qinghua           | Daniela Kerkelova    |
| 1991 | Donaueschingen | Han Lixia            | Won Soon-yi          | Daniela Kerkelova    |
| 1992 | Varna          | Li Hongyun           | Maria Christoforidou | Won Soon-yi          |
| 1993 | Melbourne      | Li Hongyun           | Won Soon-yi          | Julie Malenfant      |
| 1994 | Istanbul       | Li Hongyun           | Kuo Shu-fen          | Erzsébet Márkus      |
| 1995 | Canton         | Chen Jui-lien        | Gergana Kirilova     | Maria Christoforidou |
| 1996 | Varsavia       | Li Hongyun           | Chen Jui-lien        | Huang Hsi-li         |
| 1997 | Chiang Mai     | Chen Yanqing         | Chen Jui-lien        | Neelam Setti Laxmi   |
| 1998 | Lathi          | Chen Jui-lien        | Shi Lihua            | Valentina Popova     |
| 1999 | Il Pireo       | Chen Jui-lien        | Xiong Meiying        | Valentina Popova     |
| 2001 | Adalia         | Xiao Ying            | Anastasia Tsakiri    | Kuo Ping-chun        |
| 2002 | Varsavia       | Liu Xia              | Anastasia Tsakiri    | Gergana Kirilova     |
| 2003 | Vancouver      | Natalija Skakun      | Liu Xia              | Hanna Bacjuška       |
| 2005 | Doha           | Pawina Thongsuk      | Svetlana Šimkova     | Liu Xia              |
| 2006 | Santo Domingo  | Ouyang Xiaofang      | Svetlana Šimkova     | Meline Daluzyan      |
| 2007 | Chiang Mai     | Liu Haixia           | Svetlana Carukaeva   | Pak Hyon-suk         |
| 2009 | Goyang         | Maiya Maneza         | Svetlana Carukaeva   | Sibel Şimşek         |
| 2010 | Adalia         | Maiya Maneza         | Sibel Şimşek         | Ouyang Xiaofang      |
| 2011 | Parigi         | Svetlana Carukaeva   | Maiya Maneza         | Ouyang Xiaofang      |
| 2013 | Breslavia      | Tima Turieva         | Jo Pok-hyang         | Deng Mengrong        |
| 2014 | Almaty         | Deng Wei             | Tima Turieva         | Choe Hyo-sim         |
| 2015 | Houston        | Deng Wei             | Tima Turieva         | Choe Hyo-sim         |
| 2017 | Anaheim        | Loredana Toma        | Lina Rivas           | Mercedes Pérez       |
| 2018 | Aşgabat        | Deng Wei             | Rim Un-sim           | Loredana Toma        |
| 2019 | Pattaya        | Deng Wei             | Rim Un-sim           | Loredana Toma        |
| 2021 | Tashkent       | Neama Said           | Chen Wen-huei        | Park Min-kyung       |
| 2022 | Bogotà         | Pei Xinyi            | Rattanawan Wamalun   | Natalia Llamosa      |
| 2023 | Riad           | Natalia Llamosa      | Ruth Ayodele         | Park Min-kyung       |
| 2024 | Manama         | Ri Suk               | Rim Un-sim           | Li Shuang            |

## Pesi massimi leggeri
La categoria dei pesi massimi leggeri è stata sempre inclusa nel programma e ha cambiato per cinque volte il limite di peso.
Cronologia limite peso
| Limite         | Periodo   |
| -------------- | --------- |
| Fino a 67,5 kg | 1987–1992 |
| Fino a 70 kg   | 1993–1997 |
| Fino a 69 kg   | 1998–2017 |
| Fino a 71 kg   | 2018–2024 |
| Fino a 69 kg   | 2025–     |

Albo d'oro
| Anno | Luogo          | Oro                 | Argento             | Bronzo                 |
| ---- | -------------- | ------------------- | ------------------- | ---------------------- |
| 1987 | Daytona Beach  | Gao Lijuan          | Arlys Kovach        | Senka Asenova          |
| 1988 | Giacarta       | Guo Qiuxiang        | Mária Takács        | Jeanette Rose          |
| 1989 | Manchester     | Guo Qiuxiang        | Mária Takács        | Vălkana Toševa         |
| 1990 | Sarajevo       | Wang Genying        | Kamelija Nikolaeva  | Mária Takács           |
| 1991 | Donaueschingen | Lei Li              | Kumi Haseba         | Kim Dong-hee           |
| 1992 | Varna          | Gao Lijuan          | Milena Trendafilova | María Dolores Martínez |
| 1993 | Melbourne      | Milena Trendafilova | Kumi Haseba         | Kim Dong-hee           |
| 1994 | Istanbul       | Zhou Meihong        | Qu Lihua            | Wasana Putcharkarn     |
| 1995 | Canton         | Tang Weifang        | Li Hongyun          | Milena Trendafilova    |
| 1996 | Varsavia       | Tang Weifang        | Irina Kasimova      | Kim Dong-hee           |
| 1997 | Chiang Mai     | Xiang Fenglan       | Huang Hsi-li        | Ilona Dankó            |
| 1998 | Lathi          | Tang Weifang        | Wu Mei-yi           | Irina Kasimova         |
| 1999 | Il Pireo       | Sun Tianni          | Milena Trendafilova | Erzsébet Márkus        |
| 2001 | Adalia         | Valentina Popova    | Svetlana Chabirova  | Eszter Krutzler        |
| 2002 | Varsavia       | Pawina Thongsuk     | Valentina Popova    | Nahla Ramadan          |
| 2003 | Vancouver      | Liu Chunhong        | Eszter Krutzler     | Valentina Popova       |
| 2005 | Doha           | Zarema Kasaeva      | Liu Haixia          | Olga Kiseleva          |
| 2006 | Santo Domingo  | Oksana Slivenko     | Tatiana Matveeva    | Jeane Lassen           |
| 2007 | Chiang Mai     | Oksana Slivenko     | Liu Chunhong        | Natalija Davjdova      |
| 2009 | Goyang         | Nazik Avdalyan      | Oksana Slivenko     | Zhang Shaoling         |
| 2010 | Adalia         | Svetlana Šimkova    | Kang Yue            | Meline Daluzyan        |
| 2011 | Parigi         | Oksana Slivenko     | Xiang Yanmei        | Tatiana Matveeva       |
| 2013 | Breslavia      | Xiang Yanmei        | Ryo Un-hui          | Dzina Sazanavec        |
| 2014 | Almaty         | Ryo Un-hui          | Zhazira Zhapparkul  | Xiang Yanmei           |
| 2015 | Houston        | Xiang Yanmei        | Zhazira Zhapparkul  | Anastasija Romanova    |
| 2017 | Anaheim        | Leydi Solís         | Mattie Rogers       | Miyareth Mendoza       |
| 2018 | Aşgabat        | Zhang Wangli        | Sara Ahmed          | Nadežda Lichačёva      |
| 2019 | Pattaya        | Katherine Nye       | Mattie Rogers       | Kim Hyo-sim            |
| 2021 | Tashkent       | Meredith Alwine     | Sarah Davies        | Patricia Strenius      |
| 2022 | Bogotà         | Loredana Toma       | Zeng Tiantian       | Angie Palacios         |
| 2023 | Riad           | Liao Guifang        | Angie Palacios      | Olivia Reeves          |
| 2024 | Manama         | Olivia Reeves       | Jong Chun-hui       | Yang Qiuxia            |

## Pesi mediomassimi
La categoria dei pesi mediomassimi non venne inclusa nel programma dal 1998 al 2015. Ha cambiato per cinque volte il limite di peso ed è stata presente per 18 edizioni.
Cronologia limite peso
| Limite       | Periodo   |
| ------------ | --------- |
| Fino a 75 kg | 1987–1992 |
| Fino a 76 kg | 1993–1997 |
| Fino a 75 kg | 2017      |
| Fino a 76 kg | 2018–2024 |
| Fino a 77 kg | 2025–     |

Albo d'oro
| Anno | Luogo          | Oro                    | Argento             | Bronzo                 |
| ---- | -------------- | ---------------------- | ------------------- | ---------------------- |
| 1987 | Daytona Beach  | Li Hongling            | Mária Takács        | Tanya Dimitrova        |
| 1988 | Giacarta       | Li Hongling            | Milena Trendafilova | Arlys Kovach           |
| 1989 | Manchester     | Milena Trendafilova    | Zhang Xiaoli        | Arlys Kovach           |
| 1990 | Sarajevo       | Milena Trendafilova    | Li Changping        | Chen Shu-chih          |
| 1991 | Donaueschingen | Zhang Xiaoli           | Milena Trendafilova | Mária Takács           |
| 1992 | Varna          | Hua Ju                 | Kumi Haseba         | Mária Takács           |
| 1993 | Melbourne      | Hua Ju                 | Li Changping        | Mária Takács           |
| 1994 | Istanbul       | Panagiota Antonopoulou | Mária Takács        | Albina Khomich         |
| 1995 | Canton         | Li Yan                 | Zhang Xiaoli        | Mária Takács           |
| 1996 | Varsavia       | Li Yan                 | Mária Takács        | Panagiota Antonopoulou |
| 1997 | Chiang Mai     | Hua Ju                 | Mária Takács        | Kim Soon-hee           |
| 2017 | Anaheim        | Lidia Valentín         | Neisi Dajomes       | Gaëlle Nayo-Ketchanke  |
| 2018 | Aşgabat        | Wang Zhouyu            | Rim Jong-sim        | Neisi Dajomes          |
| 2019 | Pattaya        | Rim Jong-sim           | Zhang Wangli        | Neisi Dajomes          |
| 2021 | Tashkent       | Lee Min-ji             | Mattie Rogers       | Iana Sotieva           |
| 2022 | Bogotà         | Sara Ahmed             | Mattie Rogers       | Kim Su-hyeon           |
| 2023 | Riad           | Sara Ahmed             | Hellen Escobar      | Bella Paredes          |
| 2024 | Manama         | Song Kuk-hyang         | Miyareth Mendoza    | Sarah Matthew          |

## Pesi massimi primi
La categoria dei pesi massimi primi non venne inclusa nel programma tra il 1987 e il 2017. È stata presente per 6 edizioni.
Cronologia limite peso
| Limite       | Periodo   |
| ------------ | --------- |
| Fino a 81 kg | 2018–2024 |

Albo d'oro
| Anno | Luogo    | Oro            | Argento        | Bronzo            |
| ---- | -------- | -------------- | -------------- | ----------------- |
| 2018 | Aşgabat  | Lidia Valentín | Darya Naumava  | Tamara Salazar    |
| 2019 | Pattaya  | Leidy Solís    | Lidia Valentín | Jenny Arthur      |
| 2021 | Tashkent | Alina Maruščak | Valeria Rivas  | Kim I-seul        |
| 2022 | Bogotà   | Liang Xiaomei  | Wang Zhouyu    | Tamara Salazar    |
| 2023 | Riad     | Liang Xiaomei  | Wang Zhouyu    | Eileen Cikamatana |
| 2024 | Manama   | Liao Guifang   | Sara Ahmed     | Kim Kyong-ryong   |

## Pesi massimi
La categoria dei pesi massimi è stata sempre inclusa nel programma e ha cambiato per sei volte il limite di peso.
Cronologia limite peso
| Limite         | Periodo   |
| -------------- | --------- |
| Fino a 82,5 kg | 1987–1992 |
| Fino a 83 kg   | 1993–1997 |
| Fino a 75 kg   | 1998–2015 |
| Fino a 90 kg   | 2017      |
| Fino a 87 kg   | 2018–2024 |
| Fino a 86 kg   | 2025–     |

Albo d'oro
| Anno | Luogo          | Oro                          | Argento                | Bronzo                 |
| ---- | -------------- | ---------------------------- | ---------------------- | ---------------------- |
| 1987 | Daytona Beach  | Karyn Marshall               | Erika Takács           | Milena Mileskova       |
| 1988 | Giacarta       | Li Yanxia                    | Erika Takács           | Milena Mileskova       |
| 1989 | Manchester     | Li Hongling                  | María Isabel Urrutia   | Judy Oakes             |
| 1990 | Sarajevo       | María Isabel Urrutia         | Vălkana Toševa         | Chung Sook-kwon        |
| 1991 | Donaueschingen | Li Hongling                  | María Isabel Urrutia   | Chen Shu-chih          |
| 1992 | Varna          | Zhang Xiaoli                 | Chen Shu-chih          | Vălkana Toševa         |
| 1993 | Melbourne      | Chen Shu-chih                | Panagiota Antonopoulou | Bharti Singh           |
| 1994 | Istanbul       | María Isabel Urrutia         | Chen Shu-chih          | Derya Açıkgöz          |
| 1995 | Canton         | Chen Shu-chih                | María Isabel Urrutia   | Panagiota Antonopoulou |
| 1996 | Varsavia       | Wei Xiangying                | Chen Shu-chih          | María Isabel Urrutia   |
| 1997 | Chiang Mai     | Tang Weifang                 | María Isabel Urrutia   | Aye Mon Khin           |
| 1998 | Lathi          | Karoliina Lundahl            | Şule Şahbaz            | Mária Takács           |
| 1999 | Il Pireo       | Xu Jiao                      | Kim Soon-hee           | Ruth Ogbeifo           |
| 2001 | Adalia         | Gyöngyi Likerecz             | Şule Şahbaz            | Cao Chunyan            |
| 2002 | Varsavia       | Svetlana Chabirova           | Sun Ruiping            | Christina Iōannidī     |
| 2003 | Vancouver      | Nahla Ramadan                | Slavejka Ružinska      | Şule Şahbaz            |
| 2005 | Doha           | Liu Chunhong                 | Natal'ja Zabolotnaja   | Svetlana Podobedova    |
| 2006 | Santo Domingo  | Cao Lei                      | Nadežda Evstjuchina    | Zarema Kasaeva         |
| 2007 | Chiang Mai     | Cao Lei                      | Natal'ja Zabolotnaja   | Nadežda Evstjuchina    |
| 2009 | Goyang         | Svetlana Podobedova          | Cao Lei                | Abeer Abdelrahman      |
| 2010 | Adalia         | Svetlana Podobedova          | Natal'ja Zabolotnaja   | Nadežda Evstjuchina    |
| 2011 | Parigi         | Nadežda Evstjuchina          | Svetlana Podobedova    | Kim Un-ju              |
| 2013 | Breslavia      | Nadežda Evstjuchina          | Kang Yue               | Lidia Valentín         |
| 2014 | Almaty         | Nadežda Evstjuchina          | Kang Yue               | Rim Jong-sim           |
| 2015 | Houston        | Kang Yue                     | Rim Jong-sim           | Svetlana Podobedova    |
| 2017 | Anaheim        | Anastasija Hotfrid           | María Fernanda Valdés  | Crismery Santana       |
| 2018 | Aşgabat        | Ao Hui                       | Kim Un-ju              | Crismery Santana       |
| 2019 | Pattaya        | Wang Zhouyu                  | Kim Un-ju              | Tamara Salazar         |
| 2021 | Tashkent       | Mönkhjantsangiin Ankhtsetseg | Tursunoy Jabborova     | Solfrid Koanda         |
| 2022 | Bogotà         | Solfrid Koanda               | Eileen Cikamatana      | Tursunoy Jabborova     |
| 2023 | Riad           | Lo Ying-yuan                 | Yeinny Geles           | Jung A-ram             |
| 2024 | Manama         | Wu Yan                       | Eileen Cikamatana      | Kim Yong-ju            |

## Pesi supermassimi
La categoria dei pesi supermassimi è stata sempre inclusa nel programma e ha cambiato per sei volte il limite di peso.
Cronologia limite peso
| Limite            | Periodo   |
| ----------------- | --------- |
| Oltre gli 82,5 kg | 1987–1992 |
| Oltre gli 83 kg   | 1993–1997 |
| Oltre i 75 kg     | 1998–2015 |
| Oltre i 90 kg     | 2017      |
| Oltre gli 87 kg   | 2018–2024 |
| Oltre gli 86 kg   | 2025–     |

Albo d'oro
| Anno | Luogo          | Oro               | Argento             | Bronzo                 |
| ---- | -------------- | ----------------- | ------------------- | ---------------------- |
| 1987 | Daytona Beach  | Han Changmei      | Becky Levi          | Snejana Vasileva       |
| 1988 | Giacarta       | Han Changmei      | Karyn Marshall      | Veronika Tóbiás        |
| 1989 | Manchester     | Han Changmei      | Karyn Marshall      | Carol Cady             |
| 1990 | Sarajevo       | Li Yajuan         | Karyn Marshall      | Christina Ilieva       |
| 1991 | Donaueschingen | Li Yajuan         | Carla Garrett       | Erika Takács           |
| 1992 | Varna          | Li Yajuan         | Erika Takács        | Eridania Segura        |
| 1993 | Melbourne      | Li Yajuan         | Carla Garrett       | Lubov Grigurko         |
| 1994 | Istanbul       | Karoliina Lundahl | Chen Hsiao-lien     | Myrtle Augee           |
| 1995 | Canton         | Erika Takács      | Chen Hsiao-lien     | Karoliina Lundahl      |
| 1996 | Varsavia       | Wan Ni            | Karoliina Lundahl   | Chen Hsiao-lien        |
| 1997 | Chiang Mai     | Ma Runmei         | Chen Shu-chih       | Aye Aye Aung           |
| 1998 | Lathi          | Tang Gonghong     | Chen Hsiao-lien     | María Isabel Urrutia   |
| 1999 | Il Pireo       | Ding Meiyuan      | Agata Wróbel        | Balkisu Musa           |
| 2001 | Adalia         | Al'bina Chomič    | Agata Wróbel        | Chen Hsiao-lien        |
| 2002 | Varsavia       | Agata Wróbel      | Al'bina Chomič      | Tang Gonghong          |
| 2003 | Vancouver      | Ding Meiyuan      | Al'bina Chomič      | Ol'ha Korobka          |
| 2005 | Doha           | Jang Mi-ran       | Mu Shuangshuang     | Cheryl Haworth         |
| 2006 | Santo Domingo  | Jang Mi-ran       | Mu Shuangshuang     | Ol'ha Korobka          |
| 2007 | Chiang Mai     | Jang Mi-ran       | Mu Shuangshuang     | Ol'ha Korobka          |
| 2009 | Goyang         | Jang Mi-ran       | Tat'jana Kaširina   | Meng Suping            |
| 2010 | Adalia         | Tat'jana Kaširina | Meng Suping         | Jang Mi-ran            |
| 2011 | Parigi         | Zhou Lulu         | Tat'jana Kaširina   | Mariam Usman           |
| 2013 | Breslavia      | Tat'jana Kaširina | Zhou Lulu           | Chitchanok Pulsabsakul |
| 2014 | Almaty         | Tat'jana Kaširina | Meng Suping         | Chitchanok Pulsabsakul |
| 2015 | Houston        | Tat'jana Kaširina | Meng Suping         | Kim Kuk-hyang          |
| 2017 | Anaheim        | Sarah Robles      | Laurel Hubbard      | Shaimaa Khalaf         |
| 2018 | Aşgabat        | Tat'jana Kaširina | Meng Suping         | Kim Kuk-hyang          |
| 2019 | Pattaya        | Li Wenwen         | Tat'jana Kaširina   | Meng Suping            |
| 2021 | Tashkent       | Son Young-hee     | Duangaksorn Chaidee | Emily Campbell         |
| 2022 | Bogotà         | Li Wenwen         | Emily Campbell      | Duangaksorn Chaidee    |
| 2023 | Riad           | Park Hye-jeong    | Mary Theisen-Lappen | Lisseth Ayoví          |
| 2024 | Manama         | Li Yan            | Park Hye-jeong      | Son Young-hee          |

## Medagliere
Il medagliere femminile è aggiornato ai campionati mondiali del 2024. In corsivo sono indicate le nazioni o le entità nazionali non più esistenti.
| Posiz.              | Nazione                  | Oro | Argento | Bronzo | Totale |
| ------------------- | ------------------------ | --- | ------- | ------ | ------ |
| 1                   | Cina                     | 149 | 52      | 17     | 218    |
| 2                   | Taipei cinese            | 17  | 21      | 22     | 60     |
| 3                   | Russia                   | 15  | 22      | 14     | 51     |
| 4                   | Thailandia               | 8   | 17      | 17     | 42     |
| 5                   | Corea del Nord           | 8   | 16      | 15     | 39     |
| 6                   | Corea del Sud            | 7   | 10      | 16     | 33     |
| 7                   | Kazakistan               | 7   | 4       | 3      | 14     |
| 8                   | Stati Uniti              | 6   | 16      | 14     | 36     |
| 9                   | Colombia                 | 6   | 13      | 8      | 27     |
| 10                  | Bulgaria                 | 5   | 20      | 22     | 47     |
| 11                  | Egitto                   | 4   | 2       | 3      | 9      |
| 12                  | India                    | 3   | 9       | 5      | 17     |
| 13                  | Ungheria                 | 2   | 11      | 12     | 25     |
| 14                  | Turchia                  | 2   | 8       | 8      | 18     |
| 15                  | Grecia                   | 2   | 6       | 6      | 14     |
| 16                  | Indonesia                | 2   | 4       | 6      | 12     |
| 17                  | Spagna                   | 2   | 2       | 3      | 7      |
| 18                  | Polonia                  | 2   | 2       | 1      | 5      |
| 19                  | Ucraina                  | 2   | 1       | 7      | 10     |
| 20                  | Finlandia                | 2   | 1       | 1      | 4      |
| 21                  | Romania                  | 2   | 0       | 3      | 5      |
| 22                  | Bielorussia              | 1   | 4       | 2      | 7      |
| 23                  | Turkmenistan             | 1   | 1       | 0      | 2      |
| 24                  | Filippine                | 1   | 0       | 4      | 5      |
| 25                  | Armenia                  | 1   | 0       | 3      | 4      |
| 26                  | Norvegia                 | 1   | 0       | 1      | 2      |
| 27                  | Azerbaigian              | 1   | 0       | 0      | 1      |
| 27                  | Georgia                  | 1   | 0       | 0      | 1      |
| 27                  | Mongolia                 | 1   | 0       | 0      | 1      |
| 27                  | Tunisia                  | 1   | 0       | 0      | 1      |
| 31                  | Giappone                 | 0   | 7       | 7      | 14     |
| 32                  | Ecuador                  | 0   | 3       | 9      | 12     |
| 33                  | Nigeria                  | 0   | 3       | 4      | 7      |
| 34                  | Regno Unito              | 0   | 2       | 5      | 7      |
| 35                  | Australia                | 0   | 2       | 1      | 3      |
| 36                  | Vietnam                  | 0   | 1       | 2      | 3      |
| 37                  | Uzbekistan               | 0   | 1       | 1      | 2      |
| 38                  | Cile                     | 0   | 1       | 0      | 1      |
| 38                  | Cuba                     | 0   | 1       | 0      | 1      |
| 38                  | Madagascar               | 0   | 1       | 0      | 1      |
| 38                  | Nuova Zelanda            | 0   | 1       | 0      | 1      |
| 42                  | Rep. Dominicana          | 0   | 0       | 5      | 5      |
| 43                  | Canada                   | 0   | 0       | 4      | 4      |
| 44                  | Birmania                 | 0   | 0       | 3      | 3      |
| 45                  | Francia                  | 0   | 0       | 2      | 2      |
| 45                  | Lettonia                 | 0   | 0       | 2      | 2      |
| 45                  | Messico                  | 0   | 0       | 2      | 2      |
| 45                  | Fed. Russa di Soll. pesi | 0   | 0       | 2      | 2      |
| 49                  | Macao                    | 0   | 0       | 1      | 1      |
| 49                  | Svezia                   | 0   | 0       | 1      | 1      |
| 49                  | Venezuela                | 0   | 0       | 1      | 1      |
| Totale (51 nazioni) | Totale (51 nazioni)      | 262 | 265     | 265    | 792    |

## Plurimedagliate
La tabella mostra coloro che hanno vinto almeno 3 medaglie d'oro nel risultato totale. Il grassetto indica le sollevatrici di pesi attive e il numero di medaglie più alto tra tutte le sollevatrici di pesi (comprese quelle non incluse in queste tabelle) per tipo.
| Pos. | Atleta              | Nazione       | Limiti peso           | Periodo   | Oro | Arg | Bro | Tot |
| ---- | ------------------- | ------------- | --------------------- | --------- | --- | --- | --- | --- |
| 1    | Kuo Hsing-chun      | Taipei cinese | 58 kg / 59 kg         | 2013–2022 | 5   | 1   | 1   | 7   |
| 2    | Deng Wei            | Cina          | 58 kg / 63 kg / 64 kg | 2010–2019 | 5   | 0   | 0   | 5   |
| 3    | Li Hongyun          | Cina          | 60 kg / 64 kg / 69 kg | 1992–1996 | 4   | 1   | 0   | 5   |
| 3    | Jiang Huihua        | Cina          | 48 kg / 49 kg         | 2015–2023 | 4   | 1   | 0   | 5   |
| 5    | Jang Mi-ran         | Corea del Sud | 58 kg / 63 kg / 64 kg | 2005–2010 | 4   | 0   | 1   | 5   |
| 6    | Peng Liping         | Cina          | 52 kg                 | 1988–1992 | 4   | 0   | 0   | 4   |
| 6    | Li Yajuan           | Cina          | +82.5 kg / +83 kg     | 1990–1993 | 4   | 0   | 0   | 4   |
| 6    | Sun Caiyan          | Cina          | 56 kg / 58 kg / 59 kg | 1991–2003 | 4   | 0   | 0   | 4   |
| 6    | Liu Xiuhua          | Cina          | 48 kg / 50 kg         | 1992–1996 | 4   | 0   | 0   | 4   |
| 6    | Tang Weifang        | Cina          | 69 kg / 70 kg / 83 kg | 1995–1998 | 4   | 0   | 0   | 4   |
| 6    | Wang Mingjuan       | Cina          | 48 kg                 | 2002–2009 | 4   | 0   | 0   | 4   |
| 12   | Chen Jui-lieu       | Taipei cinese | 63 kg / 64 kg         | 1995–1999 | 3   | 2   | 0   | 5   |
| 13   | Nadežda Evstjuchina | Russia        | 75 kg                 | 2006–2014 | 3   | 1   | 2   | 5   |
| 14   | Guan Hong           | Cina          | 44 kg / 46 kg / 50 kg | 1992–1996 | 3   | 1   | 0   | 4   |
| 14   | Zul'fija Činšanlo   | Kazakistan    | 53 kg / 55 kg         | 2002–2018 | 3   | 1   | 0   | 4   |
| 14   | Oksana Slivenko     | Russia        | 69 kg                 | 2006–2011 | 3   | 1   | 0   | 4   |
| 17   | Han Changmei        | Cina          | +82.5 kg              | 1987–1989 | 3   | 0   | 0   | 3   |
| 17   | Huang Xiaoyu        | Cina          | 48 kg                 | 1987–1989 | 3   | 0   | 0   | 3   |
| 17   | Xing Fen            | Cina          | 44 kg                 | 1988–1991 | 3   | 0   | 0   | 3   |
| 17   | Hua Ju              | Cina          | 75 kg / 76 kg         | 1992–1997 | 3   | 0   | 0   | 3   |
| 17   | Chen Xiaomin        | Cina          | 54 kg / 59 kg         | 1993–1996 | 3   | 0   | 0   | 3   |